# Гарсия Муньос, Хосе Антонио
Хосе́ Анто́нио Гарси́я Муньо́с (исп. José Antonio García Muñoz; род. 15 июня 1962, Мадрид) — испанский журналист и ведущий испанского радио. Также известен под творческим псевдонимом «Гражданин Гарсия» (Ciudadano García). С 2008 года ведёт популярную программу Esto me suena на испанском национальном радио.

## Биография
Родился и вырос в мадридском квартале Лавапьес в семье сапожника. Его родители родом из поселения Навалькан, в котором уже в наше время одна из улиц была названа в его честь «calle Ciudadano García». Изучал журналистику в Мадридском университете Комплутенсе.